# Kapka Georgiewa
Kapka Georgiewa, po mężu Panajotowa (bułg. Капка Георгиева, po mężu Панайотова, ur. 30 września 1951) – bułgarska wioślarka (sterniczka), srebrna medalistka igrzysk olimpijskich i mistrzostw świata.

## Kariera
Wystąpiła na igrzyskach olimpijskich w Montrealu w 1976, gdzie osada Bułgarii w składzie: Ginka Gjurowa, Lilana Wasewa, Reni Jordanowa, Marijka Modewa i Kapka Georgiewa zdobyła srebrny medal w czwórkach ze sternikiem. W finale uplasowały się o 3,16 sekundy za osadą NRD i o 1,14 sekundy przed osadą osadę ZSRR. Był to debiut tej konkurencji w programie olimpijskim i zarazem jedyny start olimpijski dla Georgiewej.
W czwórkach ze sternikiem zdobyła również srebro na mistrzostwach świata w Nottingham (1975). Bułgarki startowały tam w tym samym składzie co na igrzyskach w 1976.